# 林洸沂
林洸沂（1951年—）出生於嘉義縣新港鄉月眉村，是交趾陶技藝創作者，為中華民國文化資產下傳統藝術的保存修復技術保存者。作品強調文史考究，並以釉色變化運用見長。
師從於林萬有、林添木等交趾陶大師，林洸沂精於剪黏及傳統釉藥配製技術，以修復廟宇建築中葉王交趾陶的成就最受矚目。

## 創作作品
- 彰化縣城隍廟
- 彰化縣元青觀(其中的天宮壇)
- 雲林縣布袋三宮廟
- 新港鄉月眉村光天宮
- 新港奉天宮
- 嘉義縣新港水仙宮
- 水上鄉大崙村新興宮
- 朴子大威殿
- 嘉義縣布袋嘉應廟
- 臺南市關帝廟
- 安定保安宮
- 七股鄉西興宮

## 修復作品
- 臺南市佳里震興宮
- 臺南市學甲慈濟宮

## 得獎紀錄
- 傳統工藝獎(1998)
- 全球中華文化藝術薪傳獎(2000)